# Карл Лудвиг
 Тази статия е за германския физиолог.  За ерцхерцога на Австрия вижте Карл Лудвиг (Австрия).  
Карл Фридрих Вилхелм Лудвиг (на немски: Carl Friedrich Wilhelm Ludwig) е германски физиолог. Роден е през 1816 година във Виценхаузен. След като учи в Ерлангенския университет, през 1839 година той завършва медицина в Марбургския университет. Преподава физиология и сравнителна анатомия в Цюрих и Виена, а от 1865 година - в Лайпциг. Основните му приноси са в областта на физиологията на кръвното налягане, отделянето и анестезията. Умира през 1895 година в Лайпциг.